# Alex Davison Bailey
Alex Davison Bailey (Salem, Wisconsin, 14 de fevereiro de 1882 – 18 de junho de 1968) foi um engenheiro mecânico e empresário estadunidense, o 64º presidente da Sociedade dos Engenheiros Mecânicos dos Estados Unidos (ASME) em 1945-1946.
Filho de Eugene M. Bailey e Caroline G. (Davison) Bailey. Obteve o bacharelado em engenharia mecânica em 1903 no Lewis Institute em Chicago, atual Instituto de Tecnologia de Illinois. Antes de se formar Bailey começou sua carreira como desenhista na U.S Wind Engine and Pump Company em Batavia, Illinois, e foi um especialista em problemas na Evanston Heating Co. em Evanston, Illinois.
Após a graduação Bailey iniciou sua longa carreira Chicago Edison Co., que logo seria a Commonwealth Edison. De 1903 a 1905 começou como desenhista, de 1906 a 1916 foi engenheiro-chefe assistente na Fisk Street Station. De 1921 a 1932 foi superintendente de estações geradoras da empresa e, em 1933, nomeado assistente chefe de engenharia. De 1936 a 1942 foi engenheiro chefe de operações e gerente do departamento Super Power. Nos últimos dez anos na empresa foi vice-presidente encarregado de operações e engenharia. Aposentou-se em 1 de fevereiro de 1952, após 48 anos de serviço. Em 1942 Bailey recebeu um doutorado honorário de ciências pela Northwestern University.